# Chicago Sky

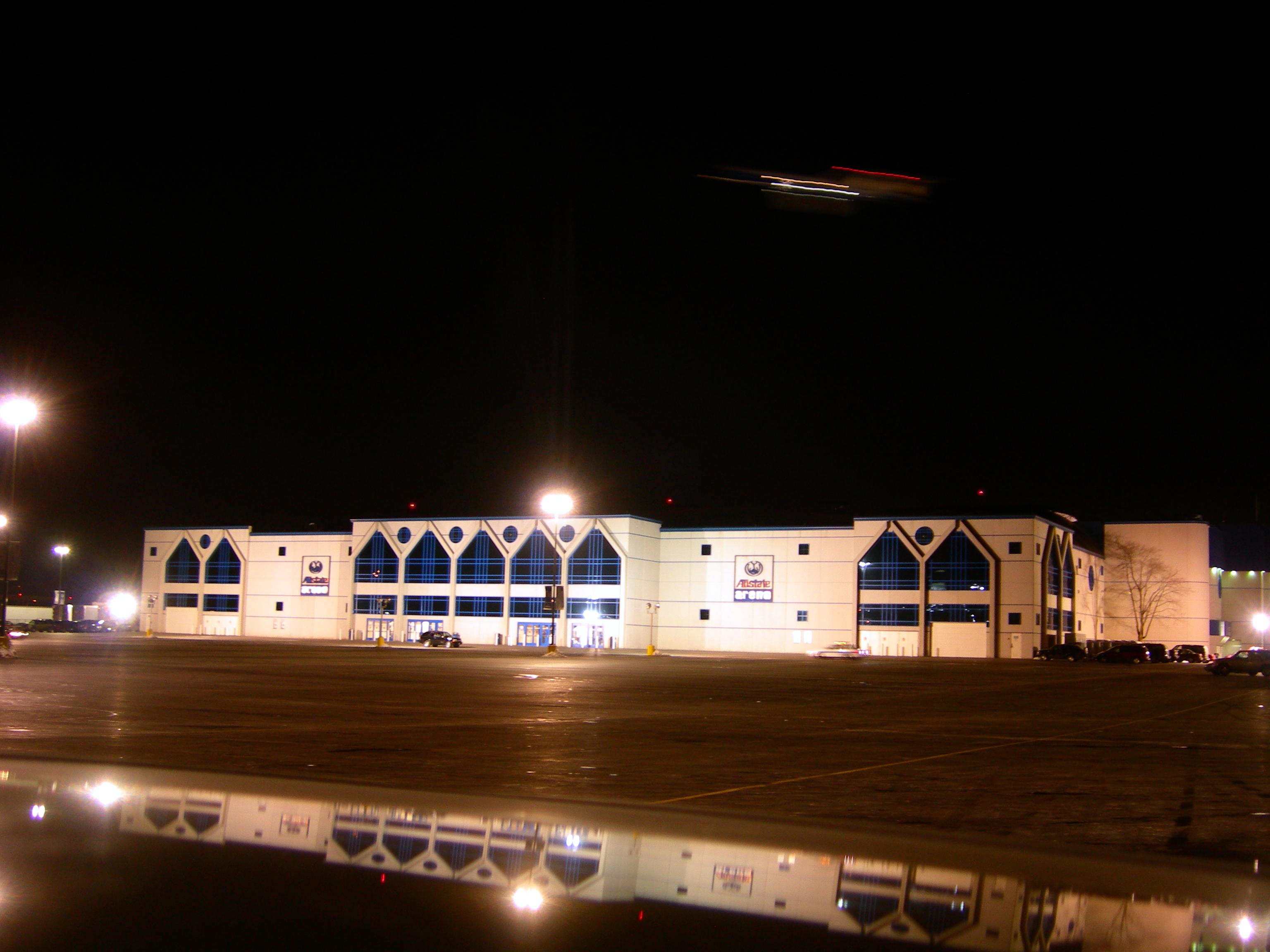
Chicago Sky spelar sina hemmamatcher i Allstate Arena.

Chicago Sky, som grundades 2005, är en basketklubb i Chicago i Illinois som spelar i damligan WNBA sedan säsongen 2006.
Till skillnad från de flesta andra WNBA-lagen från städer med lag även i NBA, så är inte Chicago Sky ett så kallat systerlag till Chicago Bulls, då ägarna till Sky inte är densamma som till Bulls. Lagets färger är även olika och de spelar i olika hemmaarenor då Sky spelar i Allstate Arena medan Bulls spelar i United Center.

## Historia
I februari 2005 meddelade NBA-kommissionsledamoten David Stern att Chicago hade fått ett lag i WNBA. Lagets tillfälliga namn var då WNBA Chicago. Den 27 maj 2005 meddelades det att laget första head coach och general manager blev den före detta NBA-spelaren och tränaren Dave Cowens och vid en ceremoni den 20 september 2005 presenterades lagets officiella namn, logotyp och färger. Lagets president och koncernchefen Margaret Stender hävdade att lagets färger, gult och blått, representerar "En vacker dag i Chicago mellan den blå himlen och det strålande solskenet för att markera den spektakulära skylinen".
Lagets introduktion i Chicago genomlystes av ett flertal framträdande av stora WNBA-spelare, då bland annat WNBA:s "Rookie of the Year" 2002 (Sue Bird) 2004 (Diana Taurasi) 2005 (Temeka Johnson) och WNBA-mästaren från 2003 (Ruth Riley) deltog. I november 2005 höll ligan en expansion draft över spelare där Chicago kunde välja vilka de ville och bland de spelare som Chicago valde var Brook Wyckoff från Connecticut Sun, Bernadette Ngoyisa från San Antonio Silver Stars, Elaine Powell från Detroit Shock och Stacey Dales (som hade avslutat sin aktiva karriär före säsongen 2005) från Washington Mystics.
Den 28 februari 2006 tillkännagavs att två av minoritetsaktieägarna till klubben var Michelle Williams, från musikgruppen Destiny's Child och Matthew Knowles, pappa till sångerskan Beyoncé Knowles.
Den 20 maj 2006 spelade Chicago Sky sin första WNBA-match borta mot Charlotte Sting som Sky vann med 83-82, efter det förlorade Sky tretton raka matcher. Totalt under debutsäsongen vann Sky fem matcher och förlorade 29 och kom sist i Eastern Conference. Sky har även kommit sist i den östra konferensen säsongerna 2007 och 2010. Sky har aldrig spelat nåt WNBA-slutspel. Men säsongen 2009 var de nära att lyckas, då Sky tillsammans med Washington Mystics och Connecticut Sun alla slutade på 16 vinster och 18 förluster.